# 3079 Schiller
För andra betydelser, se Schiller (olika betydelser).
3079 Schiller eller 2578 P-L är en asteroid i huvudbältet som upptäcktes den 24 september 1960 av den nederländsk-amerikanske astronomen Tom Gehrels och det nederländska astronomparet Ingrid van Houten-Groeneveld och Cornelis Johannes van Houten vid Palomarobservatoriet. Den är uppkallad efter Friedrich Schiller.
Asteroiden har en diameter på ungefär 6 kilometer.